# Som Phou
Prins Somaputra (Som Phou) was de oudste zoon van koning Uponyuvarat II, hij was vernoemd naar de vroegere koning Som Phu. Hij vluchtte naar Hué in Annam (Vietnam) na een strijd om de troon van Lan Xang met zijn jongere broer prins Sulinya Vongsa. In Hue trouwde hij twee keer waaronder met prinses Sumangala Kumari de dochter van zijn jongere broer  prins Sulinya Vongsa. Hij stierf in Hue in ballingschap in 1688.
Hij had voor zover bekend twee zoons:
- Prins (Sadu Chao Jaya) Jaya Ung Lo of Sai Ong Hue (Sai Setthathirat II), de laatste koning van het koninkrijk Lan Xang en tevens de eerste koning van het koninkrijk Vientiane na de afsplitsing van het koninkrijk Vientiane, hij was een zoon van prinses Sumangala Kumari.
- Prins (Sadu Chao Jaya) Long, hij werd in 1698 door zijn broer benoemd tot onderkoning van Luang Prabang. Hij werd in 1705 echter verdreven door zijn neef prins Kitsalat, die de eerste koning werd van het koninkrijk Luang Prabang. Hij was een zoon van de andere vrouw van prins Som Phou.